# Arjan Beqaj
Arjan Beqaj   (Prizren, 25 d'agost de 1975) és un exfutbolista albanès de la dècada de 2000.
Fou 43 cops internacional amb la selecció albanesa.
Pel que fa a clubs, defensà els colors de Partizani Tirana, OFI Creta, Ionikos, Anorthosis Famagusta o Olympiakos Nicosia.